# Čákiho palác
Čákiho palác (starší Csákyho palác) je národní kulturní památka Slovenské republiky pod číslem 101-639 / 0 a bývalý hraběcí městský palác na Štúrově ulici číslo 16 v městské části Staré Město v Bratislavě.

## Charakteristika
Čákiho palác si nechal postavit hrabě Vidor Csáky (Čáki), který žil většinou na Spiši, ve Vídni nebo v Budapešti. Projekt vypracoval vídeňský architekt Heinrich Adam a palác postavil stavební podnikatel Ludwig Eremit. Reprezentativní prostory a byt rodiny hraběte byly ve druhém patře. Na průčelí je balkon s kovaným zábradlím a dvěma sloupy, mezi nimi segmentový štít, v němž je znak manželů pod hraběcí korunou. Vlevo je znak rodiny Čákiovců, vedle znak manželky Čákiho, Anny z hraběcí rodiny Normann-Ehrenfels.
V době vzniku měl palác již vodovod, plyn, elektřinu a ústřední topení. Na hlavním podlaží byly sály propojeny pomocí zasouvacích dveří, hala mezi nimi, která nemá okna, byla osvětlena přes střechu ze skla s malovanými skleněnými tabulemi. Na schodišti a v reprezentačních místnostech byly štuky. Nábytek ani umělecká díla nezůstaly zachovány, pouze část z výzdoby zůstala zachována po druhé světové válce, ale později se budova používala jako sídlo polikliniky, přičemž se necitlivě zasáhlo do interiérů.